# Monica Byrne

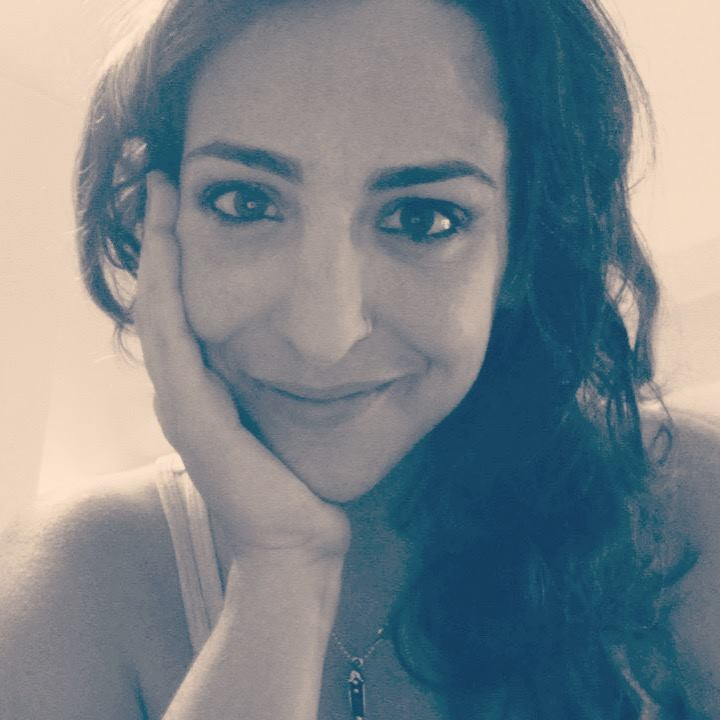
Monica Byrne, 2017

Monica Byrne (* 13. Juli 1981 in Harrisburg, Pennsylvania) ist eine amerikanische Dramatikerin und Science-Fiction-Schriftstellerin. Sie wurde bekannt durch ihr Drama What Every Girl Should Know und ihren Debütroman The Girl in the Road (dt. Die Brücke), der mit dem James Tiptree, Jr. Award ausgezeichnet wurde.

## Leben und Werk
Monica Byrne wurde am 13. Juli 1981 in Harrisburg als jüngstes von fünf Kindern geboren. Mit dem Ziel, Astronautin zu werden und zum Mars zu fliegen, absolvierte sie ein Praktikum bei der NASA. Sie hat einen B.A. in Biochemie und Religion vom Wellesley College und erhielt 2005 einen Master in Geochemie vom Massachusetts Institute of Technology. Doch anstatt ihre wissenschaftliche Karriere fortzusetzen, beschloss sie, Schriftstellerin zu werden.
Von 2005 bis 2007 nahm sie Unterricht an der South's Premier Comedy School in Chapel Hill (North Carolina) und absolvierte 2008 in San Diego einen Clarion Science Fiction Writers’ Workshop mit Neil Gaiman. Sie lebt in Durham, wo sie playwright in residence des Theaterensembles Little Green Pig Theatrical Concern wurde. Ihre Stücke wurden auch an anderen Theatern aufgeführt.
Ihr Drama What Every Girl Should Know über vier Schülerinnen einer katholischen Mädchenschule im Jahr 1914, die die Frauenrechtlerin und Aktivistin für Geburtenkontrolle Margaret Sanger wie eine Heilige verehren und so tief in eine Fantasiewelt gleiten, bis diese ihnen als real erscheint, wurde in Durham, Berkeley und New York aufgeführt.
Die Geschichte ihres 2014 erschienenen Debütromans The Girl in the Road (dt. Die Brücke, 2015) lässt Monica Byrne im Jahr 2068 spielen. Afrika und Indien sind zu den stärksten Wirtschaftsmächten geworden. Sie verschachtelt die Wege und Schicksale von Meena, einer jungen Frau, die das Arabische Meer westwärts von Mumbai nach Dschibuti auf einer viertausend Kilometer langen schwimmenden Brücke überquert, die zur Stromerzeugung dient, und von Mairama, einem Mädchen, das den afrikanischen Kontinent ostwärts von Mauretanien nach Dschibuti quert.
Das Wall Street Journal lobte den Roman als „eine neue Wahrnehmung, eine echte Errungenschaft“ (“a new sensation, a real achievement”), wohingegen Jason Heller vom National Public Radio es einen „frustrierenden Flickenteppich“ ("frustrating patchwork") nannte. Marten Hahn (Deutschlandradio Kultur) beschrieb Die Brücke als „globale Literatur im besten Sinne“ und „ein Stück Science-Fiction für Menschen, die eigentlich keine Science-Fiction lesen.“
The Girl in the Road wurde mit dem James Tiptree, Jr. Award ausgezeichnet, war für den Locus Award nominiert und auf der Shortlist für den britischen Literaturpreis The Kitschies.
Byrne nennt Norman Rush, Kim Stanley Robinson und Ursula K. Le Guin als Vorbilder.

## Auszeichnungen
- 2015 James Tiptree, Jr. Award für The Girl in the Road in der Kategorie „Gender-bending SF“

## Bibliografie
Romane
- The Girl in the Road (2014)
  - Deutsch: Die Brücke. Übersetzt von Irene Holicki. Heyne, 2015, ISBN 978-3-453-41784-7.
- Actual Star (2021). ISBN 978-0-06-300289-0.

Dramen
Die Jahresangaben der Theaterstücke beziehen sich auf das Datum der Uraufführung.
- The Memory Palace (2011)
- Nightwork (2011)
- The Pentaeon (2012)
- What Every Girl Should Know (2012)
- Tarantino's Yellow Speedo (2014)

Kurzgeschichten
2010:
- The Reclamation Rite of One April Nora Hess (2010, in: Gargoyle, #56[19])
- Nine Bodies of Water (in: Fantasy Magazine, September 2010)
- Five Letters from New Laverne (2010, in: Shimmer, Number 12)
- The Comedy at Kualoa (in: Electric Velocipede, Issue #21/22, Fall 2010)

2015:
- Gustus Dei (in: The Baffler Nr. 27, 2015).

2016:
- Traumphysik (in: Tor.com, June 29, 2016)
- Birthday Girls (2016)
- Betty, Butter, Sun (2016)

2017:
- Alexandria (in: The Magazine of Fantasy & Science Fiction, January-February 2017)
- Authenticity (2017, in: Jared Shurin und Mahvesh Murad (Hrsg.): The Djinn Falls in Love & Other Stories)
- Free Fall (2017, in: Monica Louzon et al. (Hrsg.): Catalysts, Explorers & Secret Keepers: Women of Science Fiction)

Sachliteratur
- The Melleray Alphabet (2016)